# Анђелко Ердељанин
Анђелко Ердељанин (6. јун 1941, Војка — 16. октобар 2017, Нови Сад) је био српски сатиричар. Школовао се у родном селу, Старој Пазови и Новом Саду (дипломирао југословенске књижевности на Филозофском факултету). Радио је у Сремским новинама, Радио Новом Саду (више од 25 година) и још неким установама. Писао је поезију, прозу, афоризме, књиге за децу, радио драме, књижевну критику… Био је члан Друштва књижевника Војводине (од 1972), Удружења новинара Србије (од 1971) и члан сарадник Матице српске.

## Дело
Почео је као писац афоризама и сатирично епиграмских стихова 1970. године у Новом Саду са књигом Памет против ума, потписаном псеудонимом А. Камен. Од тог времена, које је обележавала Трибина младих као повлашћено место многих уметника и интелектуалаца различитих усмерења, Ередељанин је био изузетно присутан скоро пет деценија у културној јавности Новог Сада и Србије са својим особеним прилозима објављиваним на страницама штампе; од часописа Поља до листова Дневник и Политика, тако и на таласима радија, посебно радија Новог Сада у којем је био запослен као уредник хумористичког програма и емисија Весело вече. Писао је афоризме, сатиричне кратке приче, поезију, књижевност за децу, радио драме, а касније се оглашавао на страницама часописа и као критичар савремене поезије и прозе. Написао је и исцрпну монографију посвећену свом родном месту Војка. Његове радио драме су извођене на Радио Новом Саду, Радио Загребу, Радио Љубљани, Букурешту итд. Заступљен је у многим домаћим антологијама, панорамама и зборницима афоризма, сатире и хумора и у светској Антологији мудрости (Вече, Москва, 2005, 2007). Добитник је многих награда за сатиру.
Критика је у њему видела једну врсту актуализације домановићевског начина размишљања. Неспорно је да је Ердељанин био упућен на савремени тренутак, бавећи се различитим феноменима друштвеног живота, па и неким општим премисама које се тичу човека уоште, његове култре и друштва. Ередељанин је поштовао и изграђивао своју интерпретацију форме, како њених могућности у изражавању парадокса и ироничних двосмислица, тако и усавршавања стиха или посебних облика сатиричне нарације.

### Књиге
Памет против ума (1970, сатирична поезија, проза и афоризми; под псеудонимом А. Камен), Полутешке белешке (1976, афоризми), Заврзламе (1977, песме за децу), Лаке песме (1979, сатирична поезија), L’ordine si vuole (1983, избор афоризама на италијанском језику), За интимну негу (1985, афоризми и сатирична проза), Свет је мали (1985, песме за децу), Мој пријатељ Кузман Накрајкућин (1988, хумореске), Нешто слатко (1994, песме за децу), Кокоштркља (1996, роман за децу), Српски афоризми (1997, афоризми), Војка (1997, хроника сремског села), Бездушна опасност (1999, афоризми), Смешне песме (2002, хумористичке и сатиричне песме), Ником ништа (2004, афоризми), Ситне зверке и барабе (2004, сатиричне песме), А мени непријатно (2005, афоризми), Размишљатор (2005, афоризми за децу), Највећи коњ у Србији (2008, афоризми), Подне у позоришном клубу (2009, песме), Политичка луда (2009, изабране и нове сатиричне песме), Ердељање (2010, изабрани и забрањени афоризми), Џабе прича (2011, сатирични записи), Трагедија у три чина (2011, афоризми), Књига живот (2013, књижевна критика), Лепа књига у кићеном Срему (2015, књижевна критика), Топла јајетина с јајима (2016, приче), Пролаз Милоша Хаџића (2016, роман), Највећи коњ на Западном Балкану (2017, изабрани и нови афоризми објављивани од 1966. до 2016. године).

### Сарадње
Коаутор је зборника анегдота Сремске доскочице (2001) и Весели Срем (2007) са око 170 прилога. Сарадник на лексикону Знамените личности Срема (2003, редактор и аутор или коаутор око сто одредница). У штампи и периодици објавио више од 400 књижевних приказа, есеја, чланака и записа, а на радију неколико хиљада скечева и других ауторских сатиричних прилога (тзв. кратке форме).

### Сатиричне радио драме и драмске минијатуре
Будућност је што долази време (1978), Речник страних речи и израза (1982), Да ми је ова памет (1982), Нова демократија (1983), Земља – ваздух (1986), Већа жаба мању жабу једе (1988), Без крова над главом (1990), Мртав слон (2002), Жика Смрт (2003), Браћа (2003), Осмишљавање самоће (2004), Породичне везе (2004), Дим (2010), Јунећа крилца илити мушки карабатак (2012) и др.

## Награде
Награда ДНВ „Светозар Марковић Тоза“ за хумористичко-сатиричне емисије у Радио Новом Саду (1981); награде „Недеље радија“, југословенског фестивала, за хумористичко-сатиричне емисије (1977, 1988. – Охрид; 1998. – Брезовица, Косово и Метохија); прва награда на југословенском фестивалу хумора и сатире у Сарајеву („Вогошћа 90“); „Златна кацига“ на међународном фестивалу хумора и сатире у Крушевцу (2001); награда „Раде Брка“ (за ветеране), на истом фестивалу у Крушевцу (2007); награда „Брана Цветковић“ (“Јеж”) за сатиричну поезију (1985); награда „Стражилово“ за књигу песама за децу „Нешто слатко“ (1995); посебна награда на конкурсу Српске самоуправе у Будимпешти, за комедију (једночинку) „Србин на двору цара Буразера“ (1996); „Носорог првог реда“, годишња награда за сатиру часописа „Носорог“, Бања Лука (2002); награда „Светозар Милетић“ Друштва новинара Војводине (УНС), за животно дело (2002); завичајна награда за укупно књижевно дело „Цар Урош“, Јазак, Срем (2002); награда за сатиру „Ђорђе Фишер“, Секција за хумор и сатиру Друштва књижевника Војводине (2003); награда за сатиру „Радоје Домановић“, Удружење књижевника Србије (2003); повеља почасног грађанина Војке, завичајно признање (2007); награда „Златно перо“, највеће признање „за изузетна новинарска достигнућа и допринос укупном развоју и унапређењу новинарства“ у Војводини, ДНВ (2013); „Змајев штап“, награда Змајевих дечјих игара (2015); „Сунчани сат“, признање установе за културу „Сирмијумарт“, Сремска Митровица (2016); око педесет награда на конкурсима за приче, песме, афоризме, радијске скечеве, радио драме, репортаже итд.